# Torrente de Monner
El torrente de Monner es un curso de agua del Vallés Occidental. Nace cerca de Matadepera, en el término municipal de Tarrasa Una vez llega al casco urbano de Tarrasa es soterrado y brota al exterior al comienzo del parque de Vallparadís. El torrente desemboca en el torrente de Vallparadís. Con motivo de las obras del FGC en Tarrasa la, Generalidad de Cataluña tuvo que hacer varias adecuaciones del terreno por donde pasa el torrente durante 2012 y 2013.